# Llista de capítols de La rateta de biblioteca
La rateta de biblioteca (本好きの下剋上 ～司書になるためには手段を選んでいられません～, Honzuki no Gekokujō: Shisho ni Naru Tame ni wa Shudan o Erandeiraremasen, lit. 'L'ascens d'una lletraferida: faré el que sigui per esdevenir bibliotecària') és una sèrie de novel·les lleugeres japoneses escrita per Miya Kazuki i il·lustrada per You Shiina.
TO Books ha publicat una adaptació al manga de la sèrie amb un format semblant al de les novel·les. La 1a part, subtitulada Si no hi ha llibres, els faré jo! (本がないなら作ればいい!, Hon ga nainara tsukureba ī!), va ser il·lustrada per Suzuka i serialitzada a Comic Corona d'octubre de 2015 a juliol de 2018. Es va recopilar en un total de set volums. Suzuka va continuar il·lustrant la 2a part, subtitulada Em faré sacerdotessa si cal, pels llibres! (本のためなら巫女になる！, Hon no tamenara miko ni naru!), la qual va començar a serialitzar-se a Comic Corona el 24 de setembre de 2018 i té un total d'onze volums. La 3a part subtitulada Escamparé els llibres pel territori! (領地に本を広げよう！, Ryōchi ni hon o hirogeyou!) està il·lustrada per Ryo Namino i va començar a serialitzar-se a Comic Corona malgrat que la 1a part encara s'estava publicant en aquell moment. La 3a part té vuit volums. La 4a està il·lustrada per Hikaru Katsuki i va començar a serialitzar-se el 24 de desembre de 2020 també a Comic Corona i té un total de vuit volums.
Al 29 Manga Barcelona, Kitsune Manga va anunciar que portaria la 1a part del manga en català. Finalment, es va començar a publicar el 16 de setembre de 2024.

## Publicació

### Part 1
| Núm. | Data de publicació original | ISBN original     | Data de publicació en català | ISBN català       |
| --- | --------------------------- | ----------------- | ---------------------------- | ----------------- |
| 1 | 25 de juny de 2016          | 978-4-86472-495-1 | 10 de setembre de 2024       | 978-84-101-6407-9 |
| Una estudiant universitària a la qual li encanten els llibres des de la infància mor en un accident i es reencarna en un món completament diferent, del que no sap res en absolut. Descobreix que ara és Myne, la malaltissa filla de cinc anys d’un soldat pobre. Però el pitjor és que gairebé ningú en aquest món sap llegir, els llibres pràcticament no existeixen i els pocs que hi ha són molt cars. Què pot fer una rateta de biblioteca com ella en un món sense llibres? Doncs fer-los! Així, lluitarà per convertir el seu somni en realitat: viure envoltada de llibres i ser bibliotecària. |                             |                   |                              |                   |